# 兵庫県議会
兵庫県議会（ひょうごけんぎかい）は、日本の地方議会。兵庫県の議決機関。

## 概要
- 定数：86人（2019年6月13日現在）
- 任期：4年（2023年4月30日 - 2027年4月29日）
- 選挙区：各市町を選挙区とする中選挙区制（単記非移譲式）、1人区は小選挙区制
- 議長：浜田知昭（自由民主党、洲本市）
- 副議長：谷井勲（公明党、尼崎市）

正副議長のポストは1966年（昭和41年）以来、半世紀以上にわたり自民党県議団が独占していた。
2019年（令和元年）6月の定例県議会では、4月に執行された第19回統一地方選挙で自民党が保守系無所属の追加公認や会派入りを含めても単独過半数を割り込んだため、他会派が副議長ポストを第2会派のひょうご県民連合に譲るよう要求したが折り合わなかった。そのため、副議長ポストの決選投票が行われたが、疑問票の扱いを巡って紛糾した末に従来通り自民党の両ポスト独占が維持された。
自民党会派は2021年（令和3年）7月の知事選挙を巡って、県議団（32人）と第4会派の「自民党兵庫」（12人）に分裂したが、選挙の前月に行われた正副議長改選においては自民系2会派の合意により県議団が引き続き両ポストを占有している。
2023年5月の臨時県議会で議長は自民党・兵庫県議団から、副議長が維新の会から選出された。翌2024年の県議会では、副議長が第3会派の公明党から選出されている。
2024年9月19日、県職員に対するパワーハラスメント問題などで「県政に深刻な停滞と混乱をもたらした」として、斎藤元彦知事に対する不信任決議が全会一致で可決された（都道府県議会においては、2006年12月に宮崎県議会が当時の安藤忠恕知事に対して決議して以来、5例目）。

### 任期
4年。議会が解散されれば、その時点で失職する。
任期のずれ解消措置
1995年（平成7年）1月に発生した阪神・淡路大震災の影響により、県下において同年4月の第13回統一地方選挙実施が見込めなかったため、特例で議員の任期を2ヶ月延長して同年6月に県議会議員選挙を実施した。
しかし、4年後の1999年（平成11年）には選挙日程だけを第14回統一地方選挙に合わたため、以降も4月に選挙が行われても実際の任期は6月からとなり、選挙で当選した新議員が2ヶ月間議員活動ができない一方で、引退や落選した旧議員が議員身分を持つことになり、有権者の判断がすぐに反映されない状況が続いていた。
その後、2017年（平成29年）5月に次回選挙の当選者について任期を約2か月短縮する特例法が国会で成立したことにより、2019年（平成31年）4月の第19回統一地方選挙については当選者の任期が通常4年のところ「3年10か月」となり、震災から28年を経た2023年（令和5年）4月の第20回統一地方選挙からは「ずれ」が解消されることとなった。

### 選出方法
中選挙区制と小選挙区制を実施。

### 議事堂
1. 初代議事堂（1882年4月完成）[11]。
第1回通常県議会（1879年5月）から初代議事堂完成まで寺を借りて議事堂として使用[11]。
2. 二代目議事堂（1922年11月完成）[11]
近世ルネサンス様式の鉄筋コンクリート3階建て[12]。1971年に解体[12]。
3. 三代目（県庁第2号館、1971年1月完成）[11]
4. 四代目（県庁第3号館、1990年3月完成）[11][12]
議場棟は2022年秋の耐震診断において強度不足で地震の規模によっては倒壊の恐れがあるとされたため、緊急措置で3号館の大会議室への議場移転を決めたが面積は従来の6分の1、傍聴席も208席から10席に減ったため再度移転が検討されている[13]。

### 事務局
県議会を補助する事務組織として、事務局が置かれている。
- 総務課
- 議事課
- 調査課
- 図書室

### 会派
| 会派名           | 議員数 | 所属党派                 | 女性議員数 | 女性議員の比率(%) |
| ---------------- | ------ | ------------------------ | ---------- | ----------------- |
| 自由民主党・兵庫 | 38     | 自由民主党               | 4          | 10.5              |
| 維新の会         | 19     | 兵庫維新の会             | 2          | 10.5              |
| 公明党           | 13     | 公明党                   | 4          | 30.77             |
| ひょうご県民連合 | 8      | 立憲民主党4・無所属4     | 1          | 12.5              |
| 日本共産党       | 2      | 日本共産党               | 1          | 50                |
| 無所属           | 1      | 緑の党グリーンズジャパン | 1          | 100               |
| 無所属           | 4      | 無所属                   | 0          | 0                 |
| 欠員             | 1      |                          |            |                   |
| 合計             | 86     |                          | 11         | 13.10             |

※2024年（令和6年）11月8日現在。
- 常任委員会
  - 総務常任委員会
  - 健康福祉常任委員会
  - 産業労働常任委員会
  - 農政環境常任委員会
  - 建設常任委員会
  - 文教常任委員会
  - 警察常任委員会

- 特別委員会
  - 議員定数等調査特別委員会
  - 予算特別委員会
  - 行財政構造改革調査特別委員会
  - 決算特別委員会

- 議会運営委員会

## 議員報酬等
| 役職   | 報酬             | 政務活動費  |
| ------ | ---------------- | ----------- |
| 議長   | 月額 108万0000円 | 月額 45万円 |
| 副議長 | 月額 98万5000円  | 月額 45万円 |
| 議員   | 月額 88万0000円  | 月額 45万円 |

- 別途、年2回期末手当あり
- 政務活動費の残金は県に返還する義務がある
- 議員年金は2011年（平成23年）6月1日で廃止されている

## 各選挙区の定数・区域
- 定数：86
- 選挙区数：38[15]

| 管内        | 選挙区名 | 選挙区名 | 定数 |
| ----------- | -------- | -------- | ---- |
| 神戸 (23)   | 神戸市   | 東灘区   | 3    |
| 神戸 (23)   | 神戸市   | 灘区     | 2    |
| 神戸 (23)   | 神戸市   | 中央区   | 2    |
| 神戸 (23)   | 神戸市   | 兵庫区   | 2    |
| 神戸 (23)   | 神戸市   | 北区     | 3    |
| 神戸 (23)   | 神戸市   | 長田区   | 2    |
| 神戸 (23)   | 神戸市   | 須磨区   | 3    |
| 神戸 (23)   | 神戸市   | 垂水区   | 3    |
| 神戸 (23)   | 神戸市   | 西区     | 3    |
| 阪神南 (15) | 尼崎市   | 尼崎市   | 7    |
| 阪神南 (15) | 西宮市   | 西宮市   | 7    |
| 阪神南 (15) | 芦屋市   | 芦屋市   | 1    |

| 管内        | 選挙区名         | 定数 |
| ----------- | ---------------- | ---- |
| 阪神北 (11) | 伊丹市           | 3    |
| 阪神北 (11) | 宝塚市           | 3    |
| 阪神北 (11) | 川西市及び川辺郡 | 3    |
| 阪神北 (11) | 三田市           | 2    |
| 東播磨 (10) | 明石市           | 4    |
| 東播磨 (10) | 加古川市         | 4    |
| 東播磨 (10) | 高砂市           | 1    |
| 東播磨 (10) | 加古郡           | 1    |
| 北播磨 (5)  | 西脇市及び多可郡 | 1    |
| 北播磨 (5)  | 三木市           | 1    |
| 北播磨 (5)  | 小野市           | 1    |
| 北播磨 (5)  | 加西市           | 1    |
| 北播磨 (5)  | 加東市           | 1    |

| 管内       | 選挙区名                 | 定数 |
| ---------- | ------------------------ | ---- |
| 中播磨 (9) | 姫路市                   | 8    |
| 中播磨 (9) | 神崎郡                   | 1    |
| 西播磨 (4) | 相生市                   | 1    |
| 西播磨 (4) | たつの市及び揖保郡       | 1    |
| 西播磨 (4) | 赤穂市、赤穂郡及び佐用郡 | 1    |
| 西播磨 (4) | 宍粟市                   | 1    |
| 但馬 (3)   | 豊岡市及び美方郡         | 2    |
| 但馬 (3)   | 養父市及び朝来市         | 1    |
| 丹波 (2)   | 丹波篠山市               | 1    |
| 丹波 (2)   | 丹波市                   | 1    |
| 淡路 (3)   | 洲本市                   | 1    |
| 淡路 (3)   | 南あわじ市               | 1    |
| 淡路 (3)   | 淡路市                   | 1    |

一票の格差は2.70倍（芦屋市：宍粟市、2021年7月時点）。

## 過去の選挙
| 日時                          | 投票率 | 選挙区 | 定数 | 備考 |
| ----------------------------- | ------ | ------ | ---- | ---- |
| 2023年4月9日（統一地方選挙）  | 39.01% | 38     | 86人 |      |
| 2019年4月7日（統一地方選挙）  | 38.79% | 39     | 86人 |      |
| 2015年4月12日（統一地方選挙） | 40.55% | 40     | 87人 |      |
| 2011年4月10日（統一地方選挙） | 41.43% | 41     | 89人 |      |
| 2007年4月8日（統一地方選挙）  | 45.67% | 44     | 92人 |      |
| 2003年4月13日（統一地方選挙） | 44.60% | 46     | 93人 |      |

## 主な兵庫県議会議員出身者
国会議員
- 池畑浩太朗 - 衆議院議員
- 住吉寛紀 - 衆議院議員
- 掘井健智 - 衆議院議員
- 和田有一朗 - 衆議院議員
- 室井邦彦 - 元参議院議員・元衆議院議員
- 加田裕之 - 参議院議員
- 末松信介 - 参議院議員
- 井戸正枝 - 元衆議院議員
- 大前繁雄 - 元衆議院議員
- 奥谷通 - 元衆議院議員
- 阪上善秀 - 元衆議院議員、元宝塚市長
- 新原秀人 - 元衆議院議員
- 谷洋一 - 元衆議院議員
- 坪田十郎 - 元衆議院議員
- 永江一仁 - 元衆議院議員
- 中野文門 - 元参議院議員
- 室井秀子 - 元衆議院議員

首長
- 稲村和美 - 元尼崎市長
- 仲田一彦 - 三木市長
- 中貝宗治 - 豊岡市長
- 越田謙治郎 - 川西市長
- 酒井隆明 - 丹波篠山市長
- 石田貫之助 - 元富山県知事、元衆議院議員
- 阪本勝 - 元兵庫県知事、元尼崎市長、元衆議院議員
- 渡部完 - 元宝塚市長
- 北口寛人 - 元明石市長
- 栗原一 - 元たつの市長

## 不祥事

### 政務活動費不正使用問題
2014年7月1日、前年度の政務活動費の不正使用を問われた議員（当時）の野々村竜太郎の記者会見を契機に、全県議員を対象に実施した過去3年度分の政務費の調査を行い、その結果を公表した。調査の結果、約3割にあたる県議員24人と1会派の支出計約490万円の使用が不適切と認定され、返還を求めた。
市民団体が辞職者を含む兵庫県議8人に対し、政務活動費に不当な支出があったとして返還を求める住民監査請求を起こしたが、県監査委員は同年11月11日に、2011年度分と2012年度分は請求期間を過ぎているとして請求を却下。2013年度分についても請求を棄却した。
疑惑が浮上した当初、野々村は政務活動費の使用が正当なものであることを強く主張していたが、最終的に2014年7月11日付で県議を辞職し、2011年度以降に受け取った政務費計1,834万円および遅延利息約89万円を返還した。県議会は7月に各会派代表の連名で、野々村を虚偽公文書作成・同行使罪で兵庫県警に告発しており、その後の捜査で年197回に及ぶ日帰りのカラ出張、「切手代」の名目で金券を購入して私的に使用、クレジットカードの利用明細の偽造などを行っていたことが明らかとなった。2015年1月、県警は野々村を詐欺および虚偽公文書作成・同行使容疑で神戸地方検察庁（神戸地検）へ書類送検。検察に対して起訴を求める「厳重処分」の意見が付けられた。同年8月18日、神戸地検は野々村を政活費計913万2,050円を騙し取った詐欺及び虚偽公文書作成・同行使容疑で在宅起訴した。初公判の出廷を拒否したために勾留手続きを取られるなど異例の公判となった上で、2016年7月6日に神戸地裁は懲役3年・執行猶予4年の有罪判決を言い渡した。
野々村の不祥事がスクープされるにあたり、記者会見では当人が大声で泣き叫びながら質問に答えるという極めて異様な光景だったことから世間で大きな話題を呼び、バラエティ番組でお笑い芸人たちにネタにされただけでなく、YouTubeやニコニコ動画、一部のテレビドラマやテレビアニメでも同会見のパロディのような演出が行われるほどであった。また、インターネットではその記者会見の様子をサンプリングしたMADムービーや同人音楽が多数投稿され、同年度のネット流行語大賞の銀賞には、野々村の会見時の喚き声を文字化した「ンァッ! ハッハッハッハー! この日本ンフンフンッハアアアアアアアアアアァン! アゥッアゥオゥウアアアアアアアアアアアアアアーゥアン!　コノヒホンァゥァゥ……アー！ 世の中を……ウッ……ガエダイ!」が選ばれた。
返還額が最多の約169万円だった自民党県議の岩谷英雄は、私用のガソリン代などに充てていた。また、自民党県議の加茂忍は家族を伴った出張旅費など約100万円を返還。市民オンブズマン兵庫などは、岩谷を詐欺容疑などで刑事告発した。

### その他不祥事
- 2018年11月から12月にかけて、樽谷彰人（43歳、無所属＝明石市選出）が、税金や国民健康保険料を長期間滞納し、議員報酬の差し押さえ通知を受けた。樽谷は過去にも、地元明石市の行事で無断欠席を繰り返す、国保料を滞納するなどの騒動を繰り返していた[36][37]。また12月16日夜、自宅で妻の顔を殴ったとして、傷害の現行犯で明石警察署に逮捕された。2019年1月、県警は樽谷を書類送検。神戸地方検察庁明石支部は2月7日、樽谷を不起訴処分とした。県議会は2018年12月、全会一致で樽谷への辞職勧告を決議したが、樽谷は応じなかった[38]。